# Catapulta electromagnética

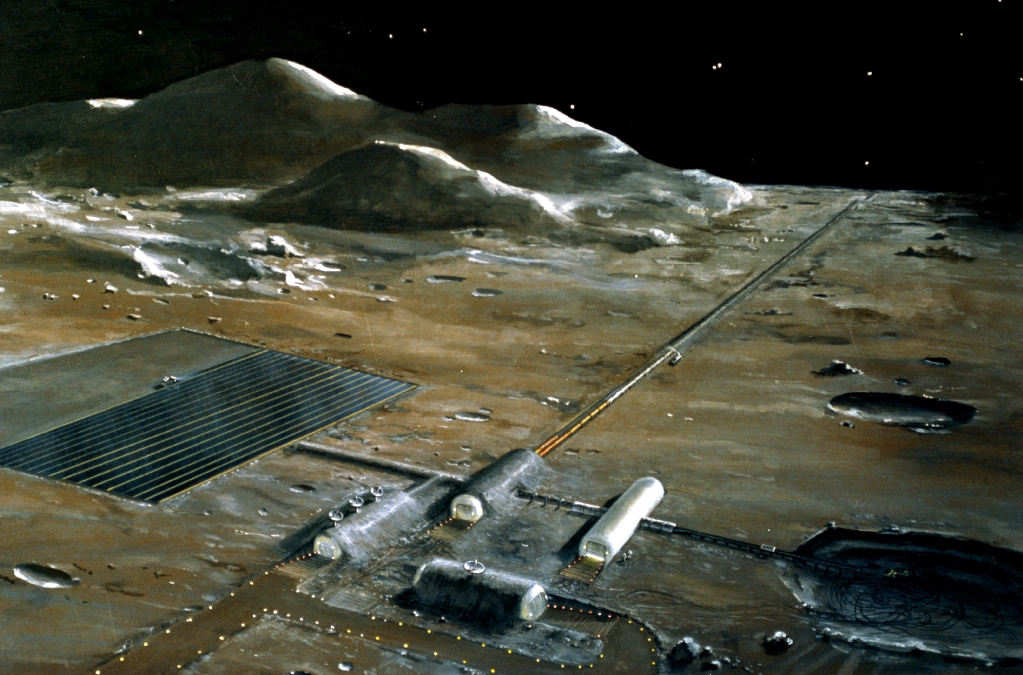
Dibujo de una catapulta electromagnética.

Una catapulta electromagnética es una obra hipotética de ingeniería, al igual que el ascensor espacial, que permitiría abaratar el coste de los lanzamientos a órbita.
El concepto es muy simple: se trata de una rampa de gran longitud en la que, mediante campos magnéticos, se acelera el objeto que se desea poner en órbita. Las técnicas propuestas pueden ser bien la del cañón de Gauss o bien la del cañón de riel. Su realización en la práctica, sin embargo, no es tan sencilla.
El primer inconveniente es la construcción de la catapulta. Se trata de una obra de varios kilómetros de longitud a lo largo de la cual se debe mantener una inclinación constante y se deben disponer los elementos que permitan generar el campo magnético. Es pues, una obra de ingeniería de gran envergadura y, por lo tanto, notablemente cara.
El segundo problema es la aceleración necesaria para poner el cuerpo en órbita. En una catapulta espacial se prescinde del uso de cohetes impulsores, por lo que el cuerpo debe salir con la velocidad necesaria para alcanzar la órbita. Alcanzar una velocidad tan alta en unos pocos kilómetros exige aceleraciones que pueden llegar a ser del orden de miles de g, lo que las hace inviables para lanzar seres humanos (incluso elementos mecánicos sensibles pueden resultar dañados). Las aceleraciones pueden reducirse aumentando la longitud de la catapulta, pero esto aumentaría la dificultad de su construcción.
Un tercer problema es la atmósfera. Velocidades de salida tan altas implican rozamientos muy elevados, semejantes a los que sufre un vehículo que realiza su reentrada en la atmósfera, con los problemas que esto implica en cuanto a las temperaturas. Se podría minimizar este problema situando la catapulta en lugares altos, donde la atmósfera es menos densa, pero por facilidad de uso sería conveniente que el dispositivo se encontrara en zonas cercanas al ecuador, lo que limita el número posible de emplazamientos idóneos. Uno de estos lugares sería el Altiplano en Sudamérica.
Debido a los inconvenientes derivados de la atmósfera y de las altas aceleraciones (que impiden el lanzamiento de seres vivos y, por extensión, de astronautas) la catapulta parece un medio poco adecuado para salir de la Tierra.
A pesar de esas dificultades, las utilidades de una posible catapulta electromagnética en la Tierra son muy variadas, por ejemplo, para poner satélites en órbita, lanzar sondas no tripuladas al espacio exterior, lanzar las piezas o materiales para construir estaciones espaciales o edificios lunares, lanzar material radioactivo de alta actividad dirigido a planetas inhabitables que seguro nunca pisaremos como Júpiter, como arma para poder lanzar proyectiles dirigidos hacia algún asteroide que ponga en peligro la existencia en la tierra.
Una utilización y emplazamiento más lógicos para la catapulta sería la puesta en órbita de minerales en bruto o de metales desde la Luna. Las ventajas son varias: por una parte la gravedad lunar es mucho menor que la terrestre, lo que facilita la puesta en órbita de materiales mediante este método; por otra parte, la Luna carece de atmósfera, evitando los problemas de rozamiento y calentamiento. De hecho, la Luna ha sido considerada ya desde los primeros trabajos de  Tsiolkovsky como un puerto intermedio en los viajes interplanetarios dentro del Sistema Solar y los optimistas planes de la NASA en los años 1960 ya incluían bases mineras y catapultas en su superficie. Aunque es muy probable que para lanzar el material necesario para construir esto en la luna de un modo rentable haga falta primero tener una catapulta electromagnética en la tierra.

## Catapultas espaciales en la ciencia ficción
La primera mención conocida es la novela A trip to Venus de John Munro, publicada en 1897, una descripción minuciosa de un acelerador lineal magnético.
En la película Cuando los mundos chocan (Rudolph Maté, 1951), podemos observar una rampa, aunque no electromagnética, que se aprovecha de la energía potencial gravitatoria para conferir impulso a la nave.
En 1965 Arthur C. Clarke retomaba el concepto en su relato Maelstrom II.
En 1966, Robert A. Heinlein en La Luna es una cruel amante, muestra una catapulta empleada para enviar materiales a la Tierra. Y cuando los colonos lunares se rebelan, es empleada para arrojar rocas sobre la superficie terrestre.
Tras el éxito de las lanzaderas estadounidenses, la idea de la catapulta electromagnética se abandonó también en la ficción; pero en los últimos años, cuando se ha puesto en entredicho la idoneidad del sistema de las naves lanzadera para llegar al espacio, la ciencia ficción se ha vuelto a hacer eco de este diseño.
En una de las secuencias de Interstella 5555 (Kazuhisa Takenôchi, 2003) se puede apreciar claramente una estructura en forma de tobogán que sirve para relanzar la nave.